# Le Petit Chose (film, 1938)
Pour les articles homonymes, voir Le Petit Chose (homonymie).
Pour plus de détails, voir Fiche technique et Distribution.
Le Petit Chose est un film français réalisé par Maurice Cloche, sorti en 1938.

## Synopsis
Sa famille se trouvant ruinée, Daniel Eyssette, dit le « petit chose », est contraint d'accepter un emploi de professeur de latin dans un collège. Chassé pour avoir fait naïvement confiance à l'un de ses confrères, il part rejoindre son frère à Paris où il rêve d'une carrière littéraire.

## Fiche technique
- Titre : Le Petit Chose
- Réalisation : Maurice Cloche
- Scénario et dialogues : Robert Destez, d'après le roman éponyme d'Alphonse Daudet, Editions Hetzel, Paris, 1868, 370 pages.
- Photographie : Roger Hubert
- Effets spéciaux : Nicolas Wilcke
- Musique : Germaine Tailleferre
- Son : René-Christian Forget
- Directeur artistique : Jean Bérard
- Décors : Jean Bijon
- Montage : Kyra Bijon
- Producteur : Raymond Borderie, pour la C.I.C.C.
- Directeur de production : Paul Madeux
- Distribution : Compagnie Cinématographique de France
- Pays d'origine :  France
- Format :  Son mono - Noir et blanc - 35 mm - 1,37:1
- Genre : Drame
- Durée : 85 minutes
- Date de sortie : 
  - France- 1er juin 1938

## Distribution
- Robert Lynen : Daniel Eyssette, dit « le Petit Chose »
- Arletty : Irma Borel
- Janine Darcey : Camille (sous le nom de « Janine Darcy »)
- Fernand Charpin : Pierrotte (sous le nom de « Charpin »)
- Aimé Clariond : M. Eysette (sous le nom de « Clariond »)
- Arthur Devère : Barbette (sous le nom de « Devere »)
- Édouard Delmont : L'abbé Germane (sous le nom de « Delmont »)
- Robert Le Vigan : Roger (sous le nom de « Le Vigan »)
- Charles Lemontier : Le commis (sous le nom de « Lemontier »)
- Adrien Lamy : Le marquis (sous de nom de « Lamy »)
- Georges Mauloy : Le principal (sous le nom de « Mauloy »)
- Gabrielle Fontan : Mme Lalouette
- André Numès Fils : Le sous-préfet (sous le nom de « Numès Fils »)
- Jean Mercanton : Jacques Eyssette
- Jean Tissier : M. Viot (sous le nom de « Tissier »)
- Marianne Oswald : La « camarade »
- Marcelle Barry : Mme Eyssette (sous le nom de « Marcelle Bary »)
- Henri Beaulieu : Boucoyran (sous le nom de « Beaulieu »)
- Raymonde Cazaux : Les « yeux noirs » (sous le nom de « Cazau »)
- Gil Colas : Le médecin (sous le nom de « Gil-Colas »)
- Guy Favières : Lalouette (sous le nom de « Favières »)
- Fignolita : Coucou Blanc
- Claire Gérard : la veuve Tribou
- Marcelle Hainia : Mme Fougeroux (sous le nom d'« Hainia »)
- Vincent Hyspa : Le photographe
- Paul Marthès : Le portier (sous le nom de « Marthès »)
- Ida Presti : La guitariste
- Viola Vareyne : La fée aux lunettes
- Maurice Devienne (sous le nom de « Devienne »)
- Léon Larive (sous le nom de « Larive »)
- Andrée Catel
- Robert Charlet
- Lecoq
- Muller
- Georgette Stéphan
- Tavernier
- Jamblan